# Церква святих Андрія та Йосафата (Львів)
Церква святих Андрія та Йосафата — греко-католицька церква у Львові на Левандівці.

## Історія
Церква Св. Андрея Первозванного побудована парафіянами Левандівки в 1921—1924 pр. з ініціативи першого пароха Євгена Гаврилюка, який був головою комітету будови церкви. Церква побудована за проектом архітектора Сергія Тимошенка (фірма Івана Левинського). Перший грошовий внесок пожертвував Митрополит Андрей Шептицький. Парохом храму св. Андрія і св. Йосафата у 1930-х роках був отець Мирон Прийма. У цей час для церкви придбано іконостас.
В 1939 р. отця Прийму арештовують працівники НКВД. Новим парохом у 1941 р. стає отець Ярослав Тихий. У 1945 р. відбулося посвячення головного престолу Архієпископом Йосипом Сліпим. Після псевдособору 1946 р. пароха отця Ярослава Тихого, як і багатьох інших священників, арештовують. Храм св. Андрія і св. Йосафата стає власністю православної церкви. Лише 12 грудня 1989 р. храм повернуто вірним УГКЦ.
Церква святих Андрія і Йосафата, яка на Левандівці була єдиною на початку 1990-х років, не вміщала всіх вірян, тому було вирішено збудувати новий храм. Ним стала Церква Вознесіння Господнього, споруджена у 1992—2002 рр.